# Liste der Baudenkmale in Syke
Die Liste der Baudenkmale in Syke enthält die Baudenkmale der niedersächsischen Stadt Syke im Landkreis Diepholz (Stand 3. August 2009). Diese Baudenkmale sind in der Denkmalliste eingetragen, Grundlage für die Aufnahme ist das Denkmalschutzgesetz Niedersachsen (§3 NDSchG).

## Barrien
- Gruppe: Mühlenanwesen An der Wassermühle, ID 34628790:

| Lage                                              | Bezeichnung              | Beschreibung | ID       | Bild           |
| ------------------------------------------------- | ------------------------ | --- | -------- | -------------- |
| An der Wassermühle 4b 52° 56′ 25″ N, 8° 49′ 23″ O | Mühle                    | 1345 erstmals erwähnt, Mühlenhaus von 1857, Wasserrad vom 18. Jahrhundert, bis 1972 Getreidemühle, heute Wohnhaus, Museum, Kulturhaus | 34446517 | Weitere Bilder |
| An der Wassermühle 4b 52° 56′ 25″ N, 8° 49′ 22″ O | Stall                    | | 34446559 |                |
| An der Wassermühle 6 52° 56′ 25″ N, 8° 49′ 21″ O  | Wohn-/Wirtschaftsgebäude | Früheres Hallenhaus von 1735 mit Ziegelausfachung und einem Reetdach als Krüppelwalmdach.                                             | 34446538 |                |

- Gruppe: Kirchhof Barrien, ID 34628975:

| Lage                                        | Bezeichnung    | Beschreibung | ID       | Bild           |
| ------------------------------------------- | -------------- | --- | -------- | -------------- |
| Glockenstraße 6 52° 56′ 23″ N, 8° 49′ 28″ O | Kirche         | Ältesten Bauteile aus dem 12. Jh., Umbau Mitte des 14. Jh., der Chor nach Osten erweitert; 1659 und 1665 wurden Stützpfeiler angefügt. | 34446642 | Weitere Bilder |
| Glockenstraße 52° 56′ 22″ N, 8° 49′ 28″ O   | Kriegerdenkmal | | 34446600 |                |
| Glockenstraße 52° 56′ 22″ N, 8° 49′ 28″ O   | Kirchhof       | | 34446621 |                |

- Einzelbaudenkmale:

| Lage                                            | Bezeichnung              | Beschreibung | ID       | Bild |
| ----------------------------------------------- | ------------------------ | --- | -------- | ---- |
| Barrier Straße 18 52° 56′ 12″ N, 8° 49′ 34″ O   | Wohnhaus                 | | 34446580 |      |
| Hahnenfelder Weg 69 52° 57′ 22″ N, 8° 49′ 12″ O | Wohn-/Wirtschaftsgebäude | Häuslingshaus vom Anfang des 19. Jahrhunderts, 1933 Umbau zu Wohnzwecken, ehemaliges Zweiständer-Hallenhaus mit Ziegelausfachung, um 1988–2002 saniert | 34448446 |      |
| Zum Brook 10 b 52° 57′ 4″ N, 8° 49′ 37″ O       | Wohn-/Wirtschaftsgebäude | Hallenhaus mit Putzausfachung, einem Reetdach als Krüppelwalmdach                                                                                      | 34446666 |      |

## Gessel
- Gruppe: Hofanlage Syker Straße 19, ID 34628807

| Lage                                        | Bezeichnung              | Beschreibung                                                                                           | ID       | Bild |
| ------------------------------------------- | ------------------------ | --- | -------- | ---- |
| Syker Straße 19 52° 56′ 12″ N, 8° 48′ 56″ O | Wohn-/Wirtschaftsgebäude | Hallenhaus vom 18. Jahrhundert mit Ziegelausfachung, einem Reetdach als Krüppelwalmdach                | 34446686 |      |
| Syker Straße 19 52° 56′ 13″ N, 8° 48′ 56″ O | Speicher                 | Kleines Fachwerkgebäude mit Ziegelausfachung unter pfannengedecktem Satteldach. Innengerüst vorhanden. | 34446707 |      |
| Syker Straße 19 52° 56′ 13″ N, 8° 48′ 56″ O | Stall                    | Ziegelscheune                                                                                          | 34446775 |      |
| Syker Straße 19 52° 56′ 12″ N, 8° 48′ 55″ O | Einfriedung              | | 34446797 |      |
| Syker Straße 19 52° 56′ 13″ N, 8° 48′ 56″ O | Scheune                  | Scheune mit Satteldach                                                                                 | 34446731 |      |

- Einzelbaudenkmale:

| Lage                                              | Bezeichnung              | Beschreibung | ID       | Bild |
| ------------------------------------------------- | ------------------------ | --- | -------- | ---- |
| An der Wassermühle 18 52° 56′ 22″ N, 8° 48′ 59″ O | Backhaus                 | 1½-geschossiges Fachwerkhaus von 1688 als Speicher, um 1800 Umbau zum Backhaus, 2003 in Sudwalde abgebaut, 2005/06 Wiederaufbau in Gessel | 34449126 |      |
| Syker Straße 41 52° 55′ 59″ N, 8° 49′ 4″ O        | Wohn-/Wirtschaftsgebäude | | 34448698 |      |

## Gödestorf
- Einzelbaudenkmale:

| Lage                                               | Bezeichnung              | Beschreibung | ID       | Bild           |
| -------------------------------------------------- | ------------------------ | --- | -------- | -------------- |
| 52° 53′ 36″ N, 8° 55′ 39″ O                        | Kanal                    | ehem. Meliorationshauptkanal mit: Zuleitung, Bauwerke. Bedeutung: Historisch, wissenschaftlich, wesentliche Begründung: 1.05 geschichtliche Bedeutung aufgrund des Zeugnis- und Schauwertes für Bau- und Kunstgeschichte | 34446819 |                |
| Meliorationshauptkanal 52° 53′ 41″ N, 8° 55′ 34″ O | Schleuse                 | Schleuse des Meliorationshauptkanals. Bedeutung: Historisch, wissenschaftlich, wesentliche Begründung: 1.01 geschichtliche Bedeutung im Rahmen von Ortsgeschichte                                                        | 34449100 |                |
| Gödestorfer Straße 19 52° 54′ 6″ N, 8° 54′ 31″ O   | Wohn-/Wirtschaftsgebäude | | 34446848 |                |
| Specken 4 52° 53′ 48″ N, 8° 54′ 14″ O              | Wohn-/Wirtschaftsgebäude | Hallenhaus von 1840 mit der Ziegelausfachung und Krüppelwalmdach | 34446868 | Weitere Bilder |
| Specken 7 52° 53′ 49″ N, 8° 54′ 22″ O              | Speicher                 | | 34446888 |                |

## Heiligenfelde
- Gruppe: Kirchhof Heiligenfelde, ID 34628992

| Lage                                   | Bezeichnung    | Beschreibung | ID       | Bild |
| -------------------------------------- | -------------- | --- | -------- | ---- |
| Kirchplatz 52° 52′ 45″ N, 8° 52′ 21″ O | Kirche         | Spätromanische ev. Kirche aus Feldstein vom Anfang des 13. Jahrhunderts, Ausbau aus Backstein von um 1270/1280, rechteckigen Chor und Westturm, Ausmalung erneuert auf wahrscheinlich alte Befunde, Taufstein vom 13. Jh., Kanzelkorb von 1752, Epitaph für Fritz Trampe († 1610) | 34446952 |      |
| Kirchplatz 52° 52′ 46″ N, 8° 52′ 21″ O | Kirchhof       | | 34446974 |      |
| Kirchplatz 52° 52′ 46″ N, 8° 52′ 21″ O | Kriegerdenkmal | | 34446931 |      |

- Einzelbaudenkmale:

| Lage                                                | Bezeichnung       | Beschreibung                                                   | ID       | Bild |
| --------------------------------------------------- | ----------------- | -------------------------------------------------------------- | -------- | ---- |
| An der Loge 3 52° 52′ 52″ N, 8° 50′ 46″ O           | Backhaus          |                                                                | 34446911 |      |
| Heiligenfelder Straße 6 52° 52′ 44″ N, 8° 52′ 18″ O | Schule/Küsterhaus | Ehemalige Schulgebäude als Fachwerkhaus von 1838               | 34447015 |      |
| Kirchplatz 5 52° 52′ 44″ N, 8° 52′ 20″ O            | Gasthof           | Fachwerkhaus von 1747 mit Ziegelausfachung und Krüppelwalmdach | 34446995 |      |

## Henstedt
- Gruppe: Hofanlage Halbetzer Straße 3, ID 34628827:

| Lage                                           | Bezeichnung              | Beschreibung                                                                            | ID       | Bild |
| ---------------------------------------------- | ------------------------ | --------------------------------------------------------------------------------------- | -------- | ---- |
| Halbetzer Straße 3 52° 52′ 19″ N, 8° 50′ 9″ O  | Wohn-/Wirtschaftsgebäude | Ehem. Halbmeierstelle, 1350 erstmals erwähnt, niedersächsisches Zweiständer-Hallenhaus. | 34447037 |      |
| Halbetzer Straße 3 52° 52′ 18″ N, 8° 50′ 10″ O | Scheune                  | Ehem. Durchfahrt-Scheune, heute saniertes Geschäftshaus                                 | 34447058 |      |
| Halbetzer Straße 3 52° 52′ 19″ N, 8° 50′ 8″ O  | Stall                    | Schafsstall                                                                             | 34447100 |      |
| Halbetzer Straße 3 52° 52′ 19″ N, 8° 50′ 10″ O | Speicher                 | Speicher als Holzhaus mit Walmdach                                                      | 34447079 |      |

- Gruppe: Hofanlage Halbetzer Straße 6, ID 34628845:

| Lage                                          | Bezeichnung              | Beschreibung                                                                   | ID       | Bild |
| --------------------------------------------- | ------------------------ | ------------------------------------------------------------------------------ | -------- | ---- |
| Halbetzer Straße 6 52° 52′ 17″ N, 8° 50′ 5″ O | Wohn-/Wirtschaftsgebäude | Ehemalige Halbmeierstelle, 1521 erstmals erwähnt, niedersächsisches Hallenhaus | 34447122 |      |
| Halbetzer Straße 6 52° 52′ 17″ N, 8° 50′ 7″ O | Scheune                  | ehem. Scheune als Fachwerkhaus mit Satteldach                                  | 34447143 |      |

- Gruppe: Hofanlage Henstedter Straße 16, ID 34628845

| Lage                                             | Bezeichnung              | Beschreibung | ID       | Bild |
| ------------------------------------------------ | ------------------------ | --- | -------- | ---- |
| Henstedter Straße 16 52° 51′ 52″ N, 8° 49′ 51″ O | Wohn-/Wirtschaftsgebäude | Fachwerkhaus von 1773 als ein niedersächsisches Zweiständer-Hallenhaus mit früher Lehm- heute Rotstein-Ausfachungen, früher Roggenstroh heute reetgedecktem Krüppelwalmdach | 34628861 |      |
| Henstedter Straße 16 52° 51′ 51″ N, 8° 49′ 50″ O | Stall                    | | 34447268 |      |
| Henstedter Straße 16 52° 51′ 53″ N, 8° 49′ 51″ O | Scheune                  | Scheune von 1773/74 mit Reetdach auf dem Walmdach und Rotstein - Ausfachung, heute saniertes Wohnhaus                                                                       | 34447290 |      |
| Henstedter Straße 16 52° 51′ 51″ N, 8° 49′ 51″ O | Speicher                 | Speicher als Fachwerkhaus mit Pfannengedecktem Satteldach | 34447247 |      |
| Henstedter Straße 16 52° 51′ 52″ N, 8° 49′ 50″ O | Scheune                  | Scheune als Fachwerkhaus mit reetgedecktem Satteldach | 34447205 |      |
| Henstedter Straße 16 52° 51′ 51″ N, 8° 49′ 53″ O | Speicher                 | Kleiner Speicher als Holzbau | 34447226 |      |

- Einzelbaudenkmale:

| Lage                                             | Bezeichnung | Beschreibung                                                          | ID       | Bild |
| ------------------------------------------------ | ----------- | --------------------------------------------------------------------- | -------- | ---- |
| Henstedter Straße 36 52° 52′ 24″ N, 8° 49′ 49″ O | Heuerhaus   | Hallenhaus von 1830 mit reetgedecktem Krüppelwalmdach, heute Wohnhaus | 34447335 |      |

## Jardinghausen
- Gruppe: Hofanlage Fuldenriede 4, ID 34628888:

| Lage                                      | Bezeichnung              | Beschreibung                                                                                              | ID       | Bild |
| ----------------------------------------- | ------------------------ | --- | -------- | ---- |
| Fuldenriede 4 52° 51′ 16″ N, 8° 50′ 54″ O | Wohn-/Wirtschaftsgebäude | Fachwerkhaus als niedersächsisches Hallenhaus mit Rotstein-Ausfachungen und reetgedecktem Krüppelwalmdach | 34447376 |      |
| Fuldenriede 4 52° 51′ 16″ N, 8° 50′ 53″ O | Scheune                  | Scheune als einfacher Holzbau mit Walmdach                                                                | 34447397 |      |
| Fuldenriede 4 52° 51′ 16″ N, 8° 50′ 54″ O | Nebengebäude             | Nebengebäude,Fachwerkhaus mit Satteldach; heute Wohnhaus                                                  | 34447418 |      |

- Einzelbaudenkmale:

| Lage                                           | Bezeichnung | Beschreibung | ID       | Bild |
| ---------------------------------------------- | ----------- | ------------ | -------- | ---- |
| Auf dem Sünder 15A 52° 51′ 29″ N, 8° 50′ 58″ O | Scheune     |              | 34447355 |      |

## Okel
- Einzelbaudenkmale:

| Lage                                       | Bezeichnung | Beschreibung | ID       | Bild |
| ------------------------------------------ | ----------- | --- | -------- | ---- |
| An der Beeke 15 52° 56′ 17″ N, 8° 53′ 6″ O | Wohnhaus    | 1-geschossiges verklinkertes Gebäude von 1910 im typischen Stil der Zeit, 2-geschossiger Mittelrisalit, Segmentbögen über den Fenstern | 34448720 |      |

## Osterholz
- Gruppe: Hofanlage Geestrand 4 ID 30958169:

| Lage                                   | Bezeichnung              | Beschreibung | ID       | Bild |
| -------------------------------------- | ------------------------ | --- | -------- | ---- |
| Geestrand 4 52° 55′ 1″ N, 8° 54′ 16″ O | Wohn-/Wirtschaftsgebäude | Zweiständer-Hallenhaus von 1794 mit Krüppelwalmdach, Wohngiebel im EG massig (Ziegel), Innengerüst im Dielenbereich z. T. erhalten. | 34447439 |      |
| Geestrand 4 52° 55′ 1″ N, 8° 54′ 16″ O | Scheune                  | Fachwerkhaus von 1851 mit Krüppelwalmdach, außermittige Längsdurchfahrt                                                             | 34447465 |      |
| Geestrand 4 52° 55′ 1″ N, 8° 54′ 16″ O | Schafstall               | Fachwerkbau von 1852 mit Satteldach, außermittige Längsdurchfahrt                                                                   | 34447489 |      |

- Gruppe: Hofanlage Osterholzer Straße 11, ID 34628923:

| Lage                                            | Bezeichnung              | Beschreibung                                                                                                  | ID       | Bild |
| ----------------------------------------------- | ------------------------ | --- | -------- | ---- |
| Osterholzer Straße 11 52° 55′ 4″ N, 8° 54′ 6″ O | Wohn-/Wirtschaftsgebäude | Fachwerkhaus mit Rotstein-Ausfachung als Zweiständer-Hallenhaus mit Krüppelwalmdach, in sehr ruinösen Zustand | 34447513 |      |
| Osterholzer Straße 11 52° 55′ 4″ N, 8° 54′ 6″ O | Speicher                 | Fachwerkhaus mit Rotsteinausfachung und pfannengedecktem Krüppelwalmdach, in sehr ruinösen Zustand            | 34447534 |      |
| Osterholzer Straße 11 52° 55′ 4″ N, 8° 54′ 6″ O | Scheune                  | Fachwerkhaus mit Rotsteinausfachung und pfannengedecktem Walmdach, in sehr ruinösen Zustand                   | 34447555 |      |

- Gruppe: Hofanlage Pennigbeck 6, ID 34629609:

| Lage                                    | Bezeichnung              | Beschreibung                                                    | ID       | Bild |
| --------------------------------------- | ------------------------ | --------------------------------------------------------------- | -------- | ---- |
| Pennigbeck 6 52° 55′ 12″ N, 8° 53′ 7″ O | Wohn-/Wirtschaftsgebäude | Ziegelbauten einer kleinen Hofstelle, Inneres original erhalten | 34448889 |      |
| Pennigbeck 6 52° 55′ 12″ N, 8° 53′ 8″ O | Schmiede                 | Ziegelbau in zeittypischen Formen                               | 34448917 |      |

- Einzelbaudenkmale:

| Lage                                           | Bezeichnung | Beschreibung | ID       | Bild |
| ---------------------------------------------- | ----------- | --- | -------- | ---- |
| Gödestorfer Damm 19 52° 54′ 33″ N, 8° 56′ 4″ O | Scheune     | Fachwerkhaus in Wandständerbauweise, ursprünglich mit Quereinfahrt, Walmdach mit Strohdeckung, darüber Blechdach, Dachwerk mit gewachsenen Sparren | 34448940 |      |

## Ristedt
- Einzelbaudenkmale:

| Lage                                            | Bezeichnung     | Beschreibung                                                                        | ID       | Bild |
| ----------------------------------------------- | --------------- | ----------------------------------------------------------------------------------- | -------- | ---- |
| Alte Schulstraße 52° 56′ 21″ N, 8° 45′ 50″ O    | Kriegerehrenmal |                                                                                     | 34447576 |      |
| Windmühlenstraße 30 52° 56′ 27″ N, 8° 45′ 26″ O | Windmühle       | Galerie-Holländermühle von 1880; die Wienbergsche Windmühle war bis 1965 in Betrieb | 34447596 |      |

## Schnepke
| Lage                                           | Bezeichnung              | Beschreibung                                          | ID       | Bild |
| ---------------------------------------------- | ------------------------ | ----------------------------------------------------- | -------- | ---- |
| Schnepker Straße 1 52° 54′ 11″ N, 8° 53′ 0″ O  | Wohn-/Wirtschaftsgebäude | Fachwerk- und Hallenhaus von 1794 mit Krüppelwalmdach | 34447616 |      |
| Schnepker Straße 1 52° 54′ 12″ N, 8° 52′ 59″ O | Scheune                  | Fachwerkhaus mit Walmdach                             | 34447639 |      |

## Steimke
- Einzelbaudenkmale:

| Lage                                         | Bezeichnung              | Beschreibung                                                                                                   | ID       | Bild |
| -------------------------------------------- | ------------------------ | --- | -------- | ---- |
| Hassinghausen 1 52° 54′ 9″ N, 8° 49′ 41″ O   | Speicher                 | Anmerkung: Das kleine Gebäude links im Bild wird laut Denkmalatlas Niedersachsen als bemerkenswert eingestuft. | 34447668 |      |
| Steimker Straße 90 52° 54′ 2″ N, 8° 50′ 0″ O | Wohn-/Wirtschaftsgebäude | | 34447690 |      |

## Syke
| Bild                                      | Bezeichnung                               | Lage                                      | Beschreibung | Bauzeit                                                                    | Eingetragen seit | Denkmal- nummer  |
| ----------------------------------------- | ----------------------------------------- | ----------------------------------------- | --- | -------------------------------------------------------------------------- | ---------------- | ---------------- |
| Gartenanlagen                             | Gartenanlagen                             | Syke Am Amtmannsteich Karte               | Landschaftlicher Ziergarten auf dem Areal des Vorwerks Syke sowie ehem. Obst- und Gemüsegärten mit Baumbestand und Teiche                                                                                     | 2. Hälfte des 19. Jh                                                       |                  | 25104100006      |
| Pferdestall, ehem.                        | Pferdestall, ehem.                        | Syke Am Amtmannsteich 2 Karte             | 1-gesch. Fachwerkbau unter Walmdach mit Remise des Vorwerks Syke | Erbaut wohl um 1783                                                        |                  | 25104100005      |
| Ehemaliges Amtshaus Syke                  | Ehemaliges Amtshaus Syke                  | Syke Am Amtmannsteich 3 Karte             | 2-gesch. Fachwerkhaus mit Krüppelwalmdach des Vorwerks Syke als Amtmannswohnhaus; seit 2007 Syker Vorwerk – Zentrum für zeitgenössische Kunst                                                                 | 1728                                                                       |                  | 25104100003      |
| Bahnhofsempfangsgebäude mit Güterschuppen | Bahnhofsempfangsgebäude mit Güterschuppen | Syke Am Bahnhof 1 Karte                   | Bedeutung aufgrund des Zeugnis- und Schauwertes für Wirtschafts- und Technikgeschichte | 1873                                                                       |                  | 25104100017      |
| weitere Bilder                            | Wallanlagen                               | Syke Amtshof 3 Karte                      | Ringwallanlage der Burg Syke mit Baumbestand |                                                                            |                  | 25104100007M001  |
| weitere Bilder                            | Torgebäude                                | Syke Amtshof 3 Karte                      | Das Tor- oder Pforthaus der Burg Syke enthielt die Amtsstube und bis 1845 mehrere Gefangenenzellen sowie Räume für Wärter und Pförtner.                                                                       | 1738–1740, 1914–1915 entstand der Erweiterungsbau mit Obergeschossfachwerk |                  | 25104100008M001  |
| Amtsgericht                               | Amtsgericht                               | Syke Amtshof 2 Karte                      | Erbaut als „Criminalamt“ für die Ämter Syke, Freudenberg und Harpstedt mit Gefängnissen und Gefangenenhof, 1852 Amtsgericht                                                                                   | 1843–1845                                                                  |                  | 25104100009      |
| weitere Bilder                            | Kornzinshaus                              | Syke Amtshof 3 Karte                      | Multifunktionale Zehntscheune der Burg Syke; Speicher, Wohn-, Back- und Brauhaus, Bier- und Weinkeller; 1850 gekürzt und Fachwerk-Obergeschoss entfernt                                                       | 1592                                                                       |                  | 25104100010      |
| Wohnhaus                                  | Wohnhaus                                  | Syke Auf den Wührden 10 Karte             | zweigeschossiges verputztes historisierendes Haus im Stil des Neoklassizismus | Erbaut um 1875                                                             |                  | 25104100092      |
| Ehrenmal                                  | Ehrenmal                                  | Syke Bahnhofstraße Karte                  | Ehrenmal zum Gedenken an den Hauptmann Ernst Otto Boden (1768/70–1850). Boden war ein „Gönner“ der Stadt und überließ dem damaligen Flecken Syke 20 Hektar                                                    | 1881                                                                       |                  | 25104100018      |
| Garten                                    | Garten                                    | Syke Bassumer Landstraße 78               | Weitläufige Anlage, durch Hecken eingefriedet und untergliedert, mit Obstbaumbestand, ehemals Selbstversorgergarten Bedeutung: Städtebaulich                                                                  |                                                                            |                  | 25104100099      |
| Wohnhaus                                  | Wohnhaus                                  | Syke Bassumer Landstraße 78 Karte         | 1-gesch. Forsthaus Westermark als Fachwerkhaus im Heimatstil | 1939                                                                       |                  | 25104100097      |
| Nebengebäude                              | Nebengebäude                              | Syke Bassumer Landstraße 78 Karte         | Fachwerkbau mit Satteldach und roter Hohlpfannendeckung | 1939                                                                       |                  | 25104100098      |
| Finanzamt                                 | Finanzamt                                 | Syke Bürgermeister-Mävers-Straße 15 Karte | 3-gesch. Gebäude mit Walmdach | 1927                                                                       |                  | 25104100028      |
| Villa                                     | Villa                                     | Syke Finkenberg 1 Karte                   | Villa Finkenberg, Sommersitz vom Kaufmann Wilhelm August Finke; Architekt: Heinrich Müller (Bremen) | 1869                                                                       |                  | 25104100011      |
| Ehemaliges Stallgebäude                   | Ehemaliges Stallgebäude                   | Syke Finkenberg 1                         | |                                                                            |                  | 25104100012      |
| Verwaltungshaus, ehem.                    | Verwaltungshaus, ehem.                    | Syke Finkenberg 1                         | | 19. Jahrhundert                                                            |                  | 25104100115      |
| Gasthaus                                  | Gasthaus                                  | Syke Hauptstraße 33 Karte                 | Zweigeschoss historisierende Ziegelbau als Hotel und Gasthaus im Still der Neorenaissance | 1896                                                                       |                  | 25104100095      |
| Denkmal Schwarze Husaren                  | Denkmal Schwarze Husaren                  | Syke Herrlichkeit Karte                   | Gewidmet dem Herzog Friedrich Wilhelm von Braunschweig-Wolfenbüttel sowie Oels und seinen etwa 2300 Freischärlern der Schwarzen Schar (Black Brunswickers) Denkmal von 1863, älteste Personendenkmal in Syke. | 1863                                                                       |                  | 25104100019      |
| Kriegerehrenmal                           | Kriegerehrenmal                           | Syke Herrlichkeit Karte                   | Kriegerdenkmal für die Gefallenen und Vermissten des Krieges 1870/71 | 1870/71                                                                    |                  | 25104100020      |
| Kriegerehrenmal                           | Kriegerehrenmal                           | Syke Herrlichkeit Karte                   | Kriegerdenkmal für die Gefallenen und Vermissten des Ersten- (105 Namen) und des Zweiten Weltkrieges (349 Namen).                                                                                             |                                                                            |                  | 25104100021      |
| Gasthaus                                  | Gasthaus                                  | Syke Herrlichkeit 3 Karte                 | 1-gesch. Hansa-Haus (Syke) mit Kino, früher auch Poststelle | 1848                                                                       |                  | 251041000023M001 |
| Villa                                     | Villa                                     | Syke Herrlichkeit 24 Karte                | 2-gesch. Villa mit Mittelrisalit und ab 1998 Nutzung durch Dienstleister | um 1900                                                                    |                  | 25104100024      |
| Villa                                     | Villa                                     | Syke Herrlichkeit 26 Karte                | 2-gesch. Villa mit Mittelrisalit | um 1900                                                                    |                  | 25104100025      |
| Wohn-/Wirtschaftsgebäude                  | Wohn-/Wirtschaftsgebäude                  | Syke Herrlichkeit 65                      | Kreismuseum Syke |                                                                            |                  | 25104100013      |
| Speicher I                                | Speicher I                                | Syke Herrlichkeit 65                      | Kreismuseum Syke | Erbaut 1611                                                                |                  | 25104100014      |
| Speicher II                               | Speicher II                               | Syke Herrlichkeit 65 Karte                | Kreismuseum Syke | Erbaut 1773                                                                |                  | 25104100015      |
| Jüdischer Friedhof Syke                   | Jüdischer Friedhof Syke                   | Syke Hohe Straße                          | Jüdischer Friedhof, langgestreckte schmale Parzelle zwischen jüngerer Wohnbebauung, schlichte aufrechte Grabsteine des 19. Jh. und 20. Jh.                                                                    | ab ca. 1835                                                                |                  | 25104100016      |
| Wohnhaus                                  | Wohnhaus                                  | Syke Mühlendamm 6 Karte                   | historisierende Villa; heute Wohn- und Geschäftshaus |                                                                            |                  | 25104100026      |
| Christuskirche                            | Christuskirche                            | Syke Nienburger Straße 1                  | Ev. Christuskirche |                                                                            |                  | 25104100002      |
| Wohnhaus                                  | Wohnhaus                                  | Syke Nienburger Straße 5 Karte            | ehem. 2-gesch. Posthalterei (Syke). | 19. Jahrhundert                                                            |                  | 2510410096       |
| Wohnhaus                                  | Wohnhaus                                  | Syke Waldstraße 1 Karte                   | 2-gesch. Fachwerkhaus als Wirtschaftsgebäude der Posthalterei, später Schule und Lehrerwohnung | 19. Jahrhundert                                                            |                  | 2510410027       |
| Wohnhaus                                  | Wohnhaus                                  | Syke Waldstraße 3 Karte                   | 1-gesch. Fachwerkhaus mit Krüppelwalmdach, Wirtschaftsgebäude der Posthalterei, ab um 1870 Doppelwohnhaus, heute Café                                                                                         | Erbaut im 19. Jahrhundert                                                  |                  | 25104100090      |
| Wohnhaus                                  | Wohnhaus                                  | Syke Waldstraße 68 Karte                  | 1-gesch. ehem. Forstdienstgebäude, Fachwerkhaus | 1726                                                                       |                  | 25104100001      |
| Saalanbau                                 | Saalanbau                                 | Syke Waldstraße 69 Karte                  | Gaststätte: Saalanbau an der Gaststätte Zur Deutschen Eiche, heute Teil der Seniorenresidenz Deutsche Eiche                                                                                                   | 1901                                                                       |                  | 25104100089      |
| Brauhaus                                  | Brauhaus                                  | Syke Waldstraße 78 Karte                  | 2-gesch. Brauhaus, ab um 1800 Forsthaus und später Forstamt, heute Schule | um 1736                                                                    |                  | 25104100004      |

## Wachendorf
- Gruppe: Hofanlage Alter Berg 1, ID 34629551:

| Lage                                     | Bezeichnung              | Beschreibung                                                                             | ID       | Bild |
| ---------------------------------------- | ------------------------ | ---------------------------------------------------------------------------------------- | -------- | ---- |
| Alter Berg 1 52° 52′ 25″ N, 8° 54′ 17″ O | Wohn-/Wirtschaftsgebäude | Hallenhaus, Fachwerkhaus mit Innengerüst, mit Flett und erhaltenen Grundriss im Wohnteil | 34448842 |      |
| Alter Berg 1 52° 52′ 26″ N, 8° 54′ 18″ O | Scheune                  | Fachwerkhaus 1825 mit seitlicher Längseinfahrt, an Wohnwirtschaftsgebäude angebaut.      | 34448818 |      |
| Alter Berg 1 52° 52′ 26″ N, 8° 54′ 17″ O | Backhaus                 | Fachwerkhaus von 1838                                                                    | 34448742 |      |
| Alter Berg 1 52° 52′ 25″ N, 8° 54′ 17″ O | Speicher                 | Fachwerkhaus, Garageneinbauten                                                           | 34448768 |      |
| Alter Berg 1 52° 52′ 25″ N, 8° 54′ 17″ O | Schafstall               | Fachwerkbau, heute Wohnhaus                                                              | 34448792 |      |

- Gruppe: Hofanlage Legenhausen 5, ID 34628959:

| Lage                                      | Bezeichnung              | Beschreibung | ID                       | Bild |
| ----------------------------------------- | ------------------------ | ------------ | ------------------------ | ---- |
| Legenhausen 5 52° 52′ 57″ N, 8° 53′ 15″ O | Wohn-/Wirtschaftsgebäude |              | 34448374                 |      |
| Legenhausen 5 52° 52′ 58″ N, 8° 53′ 13″ O | Scheune                  |              | Wohn-/Wirtschaftsgebäude | BW   |

- Einzelbaudenkmale

| Lage                                     | Bezeichnung | Beschreibung | ID       | Bild |
| ---------------------------------------- | ----------- | --- | -------- | ---- |
| 52° 53′ 0″ N, 8° 56′ 9″ O                | Kanal       | Ehemaliger Meliorationshauptkanal. Mit: Zuleiter, Bauwerke Bedeutung: Historisch, wissenschaftlich, wesentliche Begründung: 1.05 geschichtliche Bedeutung aufgrund des Zeugnis- und Schauwertes für Bau- und Kunstgeschichte | 34449073 |      |
| Heisterort 2 52° 52′ 30″ N, 8° 54′ 22″ O | Speicher    | | 34448334 |      |
| Heisterort 9 52° 52′ 38″ N, 8° 54′ 17″ O | Speicher    | | 34448354 |      |